# Otto Meyer
 (juin 2018).
Pour les articles homonymes, voir Otto Meyer (homonymie) et Meyer.
Otto Meyer, né le 23 décembre 1912 à Moldenit (Province du Schleswig-Holstein – Empire allemand), mort le 24 août 1944 à Duclair, Seine-Maritime, a servi en tant qu'officier dans les Waffen-SS durant la Seconde Guerre mondiale. À sa mort, il était obersturmbannführer (lieutenant-colonel) commandant le SS-Panzer Regiment 9 au sein de la 9e SS-Panzerdivision Hohenstaufen et reçu croix de chevalier de la croix de fer avec feuilles de chêne.

## Carrière
Otto Meyer s'engage dans la SS en 1934 et devient élève-officier en 1936 puis est affecté au SS Deutschland Regiment.
Il est commandant de compagnie pendant les campagnes de Pologne, France, Balkans (opération Marita) et lors de l'opération Barbarossa au sein de son unité rattachée à ce qui devient la 2e division SS Das Reich.
Au début 1943, il est transféré à la 9e division mécanisée SS (Panzer Grenadier Division, future 9e Panzerdivision SS Hohenstaufen) en France et promu obersturmbannführer (lieutenant-colonel). En janvier 1944, il prend le commandement du 9e régiment blindé SS (SS-Panzer Regiment 9) de cette division et obtient la croix de chevalier à la bataille de Tarnopol.
En juin 1944, son unité est transférée en Normandie où son unité est créditée de la destruction de plus de 300 chars alliés. Après s'être échappé de la poche de Falaise, il est tué lors de la traversée de la Seine le 28 août 1944. En septembre, il est décoré à titre posthume de la croix de chevalier avec feuilles de chêne.